# Atakapa (langue)
Cet article concerne la langue atakapa. Pour le peuple atakapa, voir Atakapas.
L'atakapa est une langue amérindienne isolée parlée dans le Sud des États-Unis par les Atakapas.
La langue est éteinte depuis le début du XXe siècle.

## Histoire de la langue
Au début du XVIIIe siècle, la langue était parlée sur les côtes du Golfe du Mexique, dans une région s'étendant de la Baie de Galveston, au Texas à celle de Vermilion en Louisiane.
Les Atakapas, divisés en plusieurs bandes, n'ont jamais été très nombreux.
La tribu a décliné après 1760, quand la Louisiane passa de la France aux États-Unis, avec l'installation de colons sur ses terres. Les Atakapas orientaux migrent alors vers l'Ouest. Certains restèrent pourtant à Vermillion où ils sont signalés en 1800.
Un autre groupe, établi près de Lake Charles existe encore en 1836. Certains, à cette date, rejoignent les Atakapas de Calcasieu.

## Dialectes
Trois variétés d'atakapa nous sont connues. En 1721, le Français Jean Bérenger recueille 35 mots du dialecte akokisa de prisonniers capturés près de Galveston Bay. Le dialecte oriental est connu par le vocabulaire de Martin Duralde de 1802, fait à Franklin, dans l'actuelle Louisiane.
En 1907 et 1908, John R. Swanton, visite la petite communauté de Lake Charles et trouve neuf personnes ayant encore une connaissance de la langue. Ses données sont publiées en 1932, par Gatschet, avec les siennes propres. Le dialecte occidental représente l'essentiel du matériel atakapa connu.
Les derniers linguistes à recueillir quelques mots d'atakapa, en 1934, sont Mary R. Haas et Morris Swadesh.

## Classification
L'atakapa est considéré comme une langue isolée, cependant Swanton a tenté de le regrouper avec d'autres isolats du Sud-Est des États-Unis, le tunica, le natchez et le chitimacha, et au-delà avec les langues muskogéennes. Cette vision a été continuée dans les travaux de Swadesh et de Haas. Cette dernière donne à cette famille de langues le nom de « langues du Golfe ». Cette proposition n'a pas réussi à s'imposer parmi les linguistes.

## Phonologie
Les tableaux présentent la phonologie de l'atakapa.

### Voyelles
|         | Antérieure | Centrale | Postérieure |
| ------- | ---------- | -------- | ----------- |
| Fermée  | i [i]      |          | u [u]       |
| Moyenne | e [e]      |          | o [o]       |
| Ouverte |            | a [a]    |             |

### Consonnes
|               |               | Bilabiale | Dentale | Latérale | Palatale | Vélaire | Glottale |
| ------------- | ------------- | --------- | ------- | -------- | -------- | ------- | -------- |
| Occlusives    | Occlusives    | p [p]     | t [t]   |          |          | k [k]   | ʔ [ʔ]    |
| Fricatives    | Fricatives    |           |         | ɫ [ɫ]    | š [ʃ]    |         | h [h]    |
| Affriquées    | Affriquées    |           | c [t͡s]  |          |          |         |          |
| Nasales       | Nasales       | m [m]     | n [n]   |          |          | ŋ [ŋ]   |          |
| Liquides      | Liquides      |           |         | l [l]    |          |         |          |
| Semi-voyelles | Semi-voyelles | w [w]     |         |          | y [j]    |         |          |